# Natascha Kampusch
Natascha Maria Kampusch (Bécs, 1988. február 17. –) osztrák televíziós műsorvezető. Leginkább arról ismert, hogy tízéves korában Wolfgang Přiklopil elrabolta, és pincéjében nyolc évig fogva tartotta. Kampusch 2006. augusztus 23‑án megszökött a fogságból. Elrablója aznap öngyilkos lett; nem sokkal később álnéven, rendőri biztosítás mellett temették el. Az ügy nagy nemzetközi médiaérdeklődést váltott ki. Az így ismertté vált Kampusch szerződést kötött az osztrák Plus 4 tévécsatornával, ahol saját beszélgetős műsort indított 2008-ban. 2010-ben jelent meg az elrablásának történetéről szóló könyve 3096 Tage címmel. Ez a kötet még ugyanabban az évben, 2010-ben a Scolar Kiadó gondozásában magyarul is megjelent 3096 nap címmel. A könyv alapján készült filmdrámát Sherry Hormann rendezésében 2013. február 28-án mutatták be Németországban.
10 Jahre Freiheit (10 év szabadság) címmel 2016 augusztusában jelent meg Heike Gronemeier közreműködésével megírt második könyve.

## Fordítás
- Ez a szócikk részben vagy egészben  a   Natascha Kampusch című angol Wikipédia-szócikk ezen változatának fordításán alapul.  Az eredeti cikk szerkesztőit annak laptörténete sorolja fel. Ez a jelzés csupán a megfogalmazás eredetét és a szerzői jogokat jelzi, nem szolgál a cikkben szereplő információk forrásmegjelöléseként.